# Collegium Zoologicum Uniwersytetu Jagiellońskiego
Collegium Zoologicum – modernistyczny gmach Uniwersytetu Jagiellońskiego, położony przy ulicy Romana Ingardena w Krakowie, w sąsiedztwie Parku Jordana.

## Historia
Budynek został wzniesiony w latach 1960–1964 jako część nowego zespołu architektonicznego, zwanego II Kampusem, wybudowanego ze środków przyznanych uczelni z okazji jubileuszu 600-lecia istnienia. Projekt budynku powstał w przedsiębiorstwie państwowym Miastoprojekt pod kierunkiem inżyniera Zbigniewa Olszakowskiego. Wnętrza zaprojektowała Irena Zaleśna. W budynku umieszczono pomieszczenia dla katedr: Zoologii i Zootechniki, sale wykładowe, bibliotekę z czytelnią oraz muzeum zoologiczne. Obok gmachu urządzono doświadczalny ogród hodowlany.
W 2011 Instytut Zoologii został przeniesiony do nowego gmachu na III Kampusie.
W latach 2013–2015 budynek został przebudowany na potrzeby Instytutu Psychologii. Podczas prac przebudowano i rozbudowano wnętrza, wykonano termomodernizację i wyremontowano elewację. Projekt przebudowy wykonało biuro architektoniczne Kontrapunkt V-projekt.

## Architektura
Gmach składa się z dwóch modernistycznych pawilonów połączonych przewiązką: głównego i muzealno–czytelniczego.
Pawilon główny ma siedem kondygnacji. Ma on zwartą bryłę o mocnych podziałach dłuższych elewacji, które pionowymi lizenami podkreślają jego wertykalność. Poza obrys bryły wyprowadzono schody ewakuacyjne, umieszczone w filarze z lekko wygiętą ścianą pełną, wykończoną rysunkiem w tynku i przeszkleniami z pozostałych dwóch stron, posiadającymi formę kurtyny, bez poziomych podziałów konstrukcyjnych. Główne wejście do budynku zadaszono poddartą płytą, wspartą na dwóch słupach w kształcie litery V. Gmach zwieńczono lekkim pawilonem o urozmaiconej elewacji: przeszklonej od strony zachodniej, pełnej w części środkowej oraz ażurowej od strony wschodniej. Całość nakryta jest płaską płytą przełamująca się na poszczególnych częściach.
We wnętrzach pawilonu zachował się modernistyczny wystrój. Hall główny został ozdobiony metaloplastyką. Główna klatka schodowa posiada pełną balustradę, zwieńczoną stalowym pochwytem na pionowych wspornikach, wykończonym taśmą z PCV. Przy klatce umieszczono ścianki parawanowe, perforowane okrągłymi otworami.
Pawilon muzealno–czytelniczy ma dwie kondygnacje. Posiada on zwartą bryłę z podcięciem w partii parteru, wspartym na trzech okrągłych słupach. Elewacja urozmaicowana jest ciekawymi podziałami. Pas okien zwieńczony został ażurowymi, poziomymi łamaczami słońca, podkreślającymi horyzontalną artykulację pawilonu. Poprzez przewiązkę połączony jest on z budynkiem Collegium Geologicum przy ulicy Oleandry 2a.
Na dziedzińcu kompleksu zaprojektowano doświadczalny ogóród hodowlany, składający się z pięciu parterowych, przeszklonych pawilonów o rzucie sześciokąta, zestawionych w grupy po trzy i dwa pawilony oraz szeregu oczek wodnych o nieregularnych kształtach. Kompozycji dopełniają wysoka i niska zieleń oraz ścieżki.